# Línea Teruel-Alcañiz

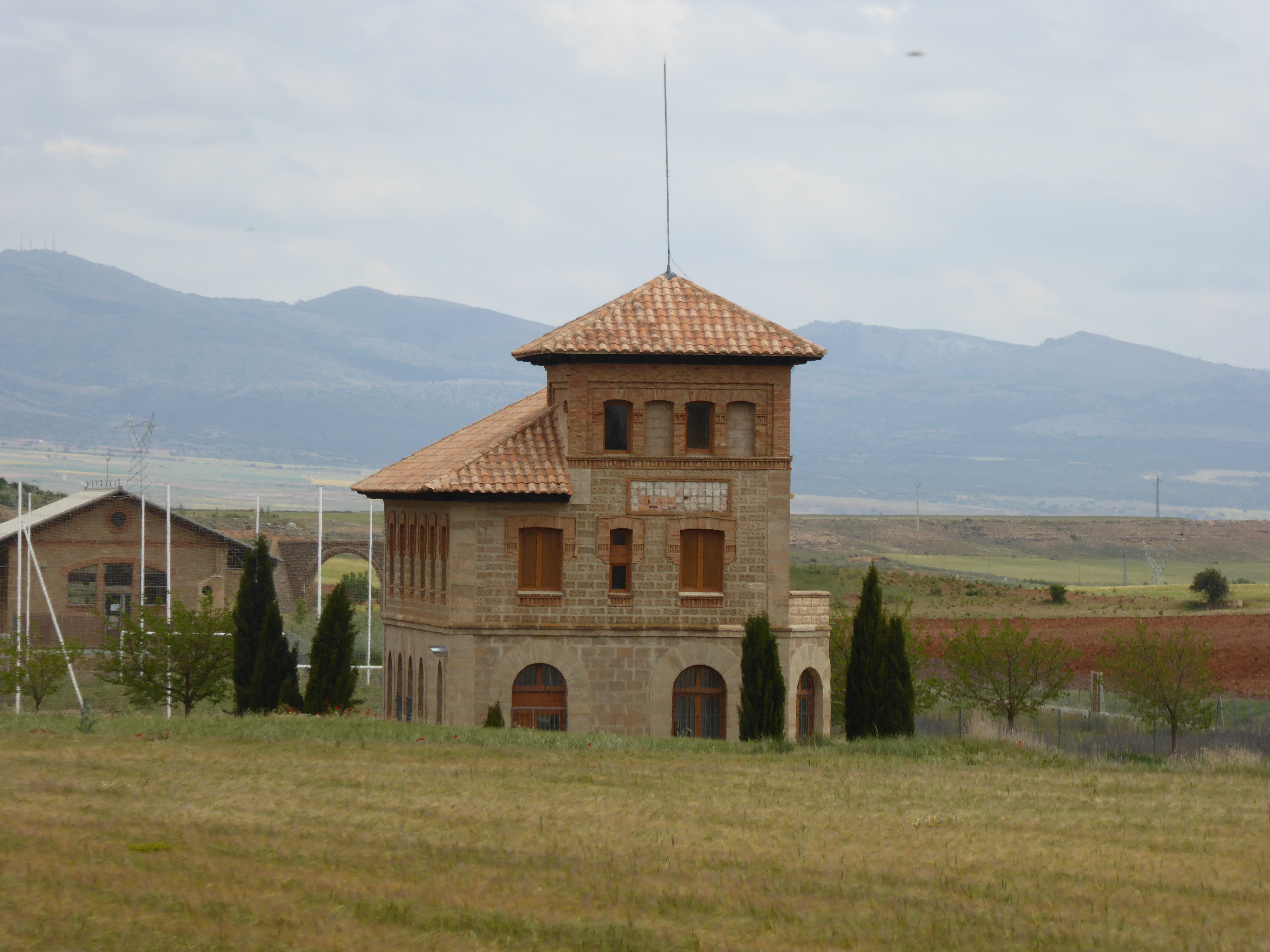
Antigua estación de Perales del Alfambra, una de la paradas por donde debía pasar la línea férrea.

El línea Teruel-Alcañiz fue una línea de ferrocarril inacabada destinada al transporte de mercancías. El trazado discurría entre las poblaciones de Teruel y Alcañiz, en la provincia de Teruel. Constituía una de las secciones del ferrocarril Baeza-Saint Girons, un ambicioso proyecto que buscaba enlazar por ferrocarril varias zonas del interior de España con el sur de Francia.

## Historia
El año 1926, durante el Directorio militar de Primo de Rivera se aprobó el llamado Plan de Ferrocarriles de Urgente Construcción, conocido por «Plan Guadalhorce» por el ministro que lo impulsó, Rafael Benjumea Burín, conde de Guadalhorce. Este plan preveía la construcción de miles de kilómetros de nuevas líneas férreas que tendrían que mejorar las comunicaciones de Madrid con el resto de la península y Francia. El tramo entre Teruel y Alcañiz era sólo una sección del ferrocarril Baeza-Saint Girons, una gran línea internacional de 850 km que buscaba unir Baeza (Jaén), con la comuna francesa de Saint Girons (Ariège), pasando por Albacete, Utiel y Teruel.

### Construcción y abandono
El ingeniero de caminos Bartolomé Esteban fue el encargado de las obras, que se anunciaron en 1926 y empezaron en 1927. Los trabajos de construcción fueron detenidos temporalmente en 1930, tras la caída de la dictadura de Primo de Rivera y el contexto económico adverso de la época. Se reiniciarían en 1932 y se volvieron a detener, esta vez de forma definitiva, en 1935. Esta paralización se produjo a pesar del hecho de que se habían construido varios edificios, túneles y puentes, así como las nivelaciones de terreno realizadas. No obstante, en la detención de las obras acabaron imponiéndose motivos de peso, como la carencia de recursos económicos, el desinterés político y la escasa rentabilidad prevista al ferrocarril una vez estuviera operativo. La Guerra Civil y la situación de posguerra echarían por tierra cualquier posible reactivación del proyecto.

## Trazado y características

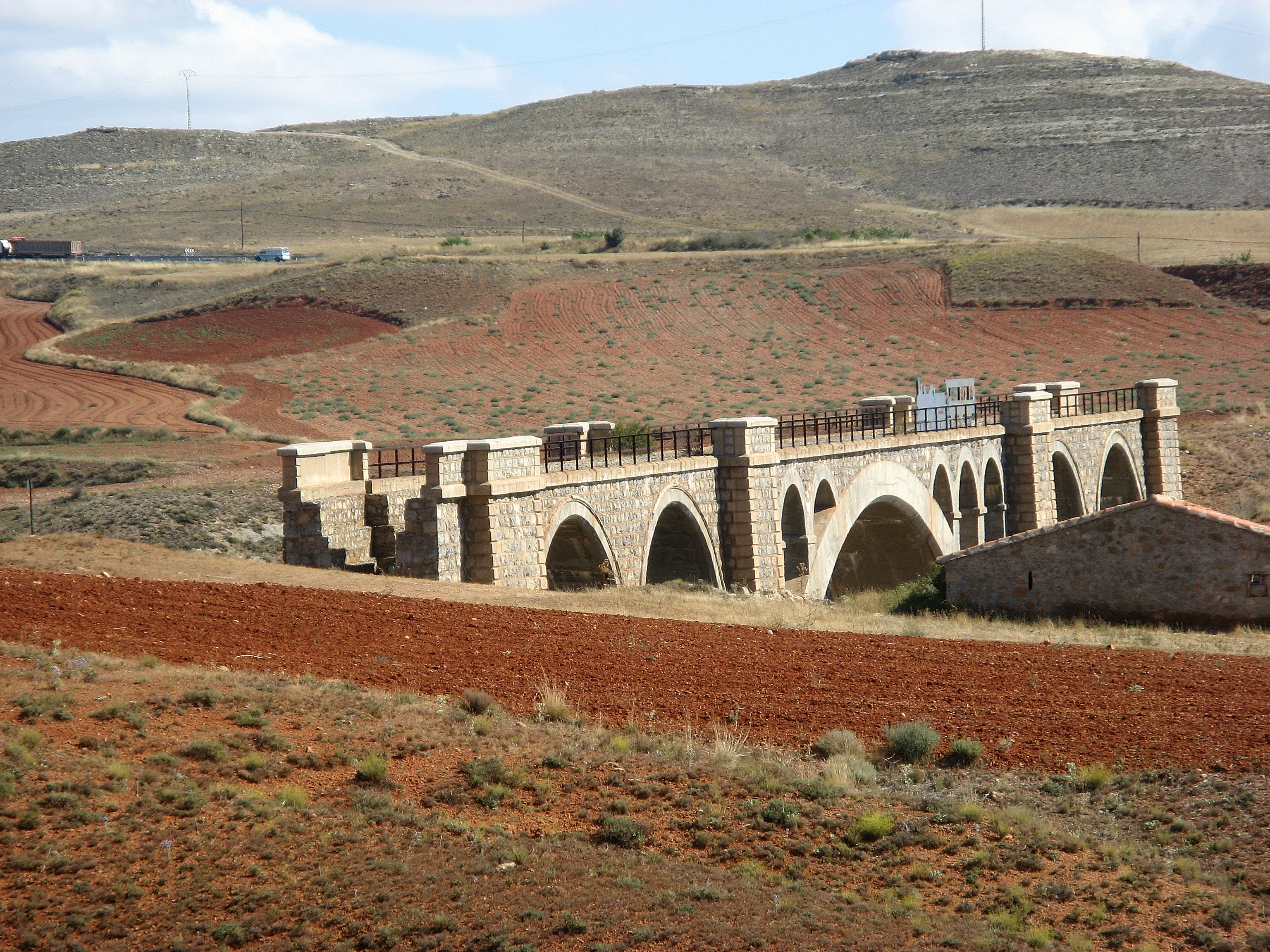
Viaducto ferroviario inacabado, en el municipio de Alfambra.

El proyecto de la línea preveía un trazado de 275 kilómetros de longitud, con estaciones en Tortajada, Villalba Baja, Cuevas Labradas, Peralejos, Alfambra, Perales del Alfambra, Orrios, Fuentes Calientes, Cañada Vellida, Mezquita de Jarque, Valdeconejos, Escucha, Palomar de Arroyos, Castel de Cabra, Cañizar del Olivar, Gargallo, Los Olmos, La Mata de los Olmos, Alcorisa, Foz-Calanda, Calanda, Castelserás y Alcañiz. En esta última población ya existía una estación perteneciente al ferrocarril del Val de Zafán.
En Teruel, por su parte, desde comienzos de siglo se encontraba operativa la estación perteneciente a la línea Calatayud-Valencia. No obstante, en la capital turolense estaba previsto que se levantara un nuevo complejo ferroviario, con amplias instalaciones, que sirviera como estación de enlace de los dos ejes ferroviarios.